# Gaig gorjanegre
El gaig gorjanegre (Cyanolyca pumilo) és una espècie d'ocell de la família dels còrvids (Corvidae) que habita selva humida i boscos de les muntanyes de Chiapas, Guatemala, El Salvador i Hondures.